# Felsőosztorány
Felsőosztorány (1899-ig Sztranyava, szlovákul Stráňavy) község Szlovákiában, a Zsolnai kerületben, a Zsolnai járásban.

## Fekvése
Zsolnától 9 km-re délkeletre fekszik.

## Története
A települést a német jog alapján a 14. században alapították, 1356-ban „Ztrany” néven említik először. 1483-ban „Strányawa”, 1520-ban „Stránawy” a neve. 1598-ban malma és 22 háza volt. 1720-ban 21 adózót számláltak. 1773-ban „Stránany” néven említik oklevelek. Részben Sztrecsnó várának uradalmához, részben a Sztrányay és Nedeczky családokhoz tartozott. 1784-ben 82 házában 83 családban 522 lakosa élt.
A 18. század végén Vályi András így ír róla: „STRANYANI. Tót falu Trentsén Várm. földes Ura Hg. Eszterházy Uraság, lakosai katolikusok, fekszik M. Lutskához nem meszsze, Zolnához 1 1/2 mértföldnyire; határja középszerű, legelője, fája elég van.”
1828-ban 69 háza és 676 lakosa volt. Lakói erdei munkákkal, mezőgazdasággal, állattartással foglalkoztak.
Fényes Elek 1851-ben kiadott geográfiai szótárában így ír a faluról: „Sztranyavi (Sztranya), tót f. Trencsén vmegyében, Sztrecsenhez 1/2 órányira. Lakja, 600 kath., 6 zsidó. Fenyves erdeje ennek is szép. A sztrecseni uradalom birja.”
A trianoni diktátumig Trencsén vármegye Zsolnai járásához tartozott.
1945. április 26-án határában nagy csata zajlott a németek és a szovjet csapatok között.

## Népessége
| Év:            | 1994. | 2004.   | 2014.   | 2024.   |
| -------------- | ----- | ------- | ------- | ------- |
| Emberek száma: | 1756  | 1831    | 1865    | 1897    |
| Eltérés:       |       | +4,27 % | +1,85 % | +1,71 % |

| Év:            | 2023. | 2024.   |
| -------------- | ----- | ------- |
| Emberek száma: | 1901  | 1897    |
| Eltérés:       |       | -0,21 % |

1910-ben 605, túlnyomórészt szlovák lakosa volt.
2001-ben 1838 lakosából 1821 szlovák volt.
2011-ben 1803 lakosából 1757 szlovák.

## Nevezetességei
- Termálfürdője 1,88 hektáron terül el, vize 24-26 °C-os.